# Covent Garden
Covent Garden je predel Londona, ki leži ob vzhodnem robu londonskega West Enda. Tu ima sedež znamenita istoimenska operna hiša (uradno ime je Royal Opera House). Gledališče je bilo ustanovljeno leta 1732, sedanja stavba pa je iz leta 1858. Osrednji trg je znan tudi po pokriti tržnici, ki je zdaj nakupovalno središče.